# Iceberg Bay
Die Iceberg Bay (englisch für Eisbergbucht, in Argentinien gleichbedeutend Bahía Témpano) ist eine 5 km breite Bucht an der Südküste von Coronation Island im Archipel der Südlichen Orkneyinseln. Sie liegt zwischen dem Kap Hansen und dem Olivine Point.
Der schottische Seefahrer Matthew Brisbane (1787–1833), Kapitän der Beaufroy of London während der dritten Antarktisfahrt James Weddells (1822–1824), nahm im Jahr 1823 eine grobe Kartierung der Südküste von Coronation Island vor und benannte die Bucht deskriptiv.